# Ніколенко Геннадій Борисович
Геннадій Борисович Ніколенко (нар. 13 серпня 1968, смт. Казанка Казанківського району Миколаївської області) — український діяч, 1-й заступник голови Миколаївської обласної державної адміністрації, голова Миколаївської обласної державної адміністрації (2014 р.).

## Життєпис
У 1992 році закінчив Миколаївський державний педагогічний інститут, здобув кваліфікацію вчителя історії та права.
У липні 1992 — вересні 1994 року — старший консультант Казанківської районної ради народних депутатів Миколаївської області. У вересні 1994 — січні 1996 року — завідувач організаційно-контрольного відділу виконавчого комітету Казанківської районної ради народних депутатів Миколаївської області.
У січні 1996 — червні 2000 року — завідувач організаційно-контрольного відділу, спеціаліст з питань внутрішньої політики, 1-й заступник голови Казанківської районної державної адміністрації Миколаївської області. У червні — вересні 2000 року — начальник Управління з питань внутрішньої політики — заступник голови Казанківської районної державної адміністрації Миколаївської області.
У вересні 2000 — квітні 2010 року — заступник голови, керівник апарату Миколаївської обласної державної адміністрації.
У 2003 році закінчив Одеський регіональний інститут державного управління Української академії державного управління при Президентові України, магістр державного управління.
У квітні 2010 — січні 2014 року — 1-й заступник голови Миколаївської обласної державної адміністрації з питань економіки, фінансів, промисловості, будівництва, транспорту і житлово-комунального господарства. Член Партії регіонів.
20 січня — 2 березня 2014 року — голова Миколаївської обласної державної адміністрації.

## Нагороди та відзнаки
- орден «За заслуги» ІІІ ступеня